# Hase-dera (Atsugi)
Pour les articles homonymes, voir Hase-dera.
Le Hase-dera, ou Chōkoku-ji (長谷寺) est un temple bouddhiste de la secte Shingon situé à l'extérieur de la ville d'Atsugi, préfecture de Kanagawa au Japon. Il est aussi connu sous le nom de Iiyama Kannon (飯山観音), d'après son principal objet de vénération.
Ce temple est le 6e de la route du pèlerinage des trente-trois temples Bandō Sanjūsankasho dans la région de Kantō à l'est du japon consacré au Bodhisattva Kannon.

## Histoire
Selon la légende du temple, le Hase-dera est fondée soit par le saint errant ascète Gyōki autour de 725, ou le célèbre prêtre Kūkai de 810 à 835. Cependant, aucun document historique n'a survécu à l'appui de cette légende et l'histoire du temple est donc incertaine. Durant l'époque de Kamakura, le temple est un centre d'études œcuméniques reliant la secte Shingon avec les écoles Tendai, Ritsu et Zen, en collaboration avec le Kakuon-ji de Kamakura et le Shōmyo-ji de Kanazawa-ku, (Yokohama). Le temple appartient à présent à la secte Kōyasan Shingon-shū du Bouddhisme japonais.
Le bâtiment principal du Hase-dera date de l'époque d'Edo et abrite le honzon de bronze Juichimen Kannon Bosatsu. Le Hase-dera est aussi renommé pour ses sakura au printemps.